# Małach
Małach, właściwie Bartłomiej Małachowski (ur. 30 kwietnia 1989) – polski raper i producent muzyczny. Członek kolektywu Ciemna Strefa i zespołu JF. Współtworzy także duet z Rufuzem.

## Dyskografia

### Albumy
| Rok                        | Album                                                                           | Pozycja na liście | Sprzedaż       | Certyfikat              |
| Rok                        | Album                                                                           | POL               | Sprzedaż       | Certyfikat              |
| -------------------------- | ------------------------------------------------------------------------------- | ----------------- | -------------- | ----------------------- |
| 2012                       | Relacja 2012 (oraz Rufuz) - Data: 6 października 2012 - Wydawca: Proper Records | 10                |                |                         |
| 2014                       | Oryginał (oraz Rufuz) - Data: 31 marca 2014 - Wydawca: Prosto                   | 9                 | - POL: 30 000+ | - ZPAV: platynowa płyta |
| 2015                       | Tempo Mixtape - Data: 7 marca 2015 - Wydawca: Pro Records                       | –                 |                |                         |
| 2016                       | Ambara$ (oraz Rufuz) - Data: 8 kwietnia 2016 - Wydawca: Prosto                  | 3                 |                |                         |
| 2017                       | Projekt Independent (oraz Rufuz) - Data: 21 kwietnia 2017 - Wydawca: Prosto     | 3                 | - POL: 15 000+ | - ZPAV: złota płyta     |
| 2018                       | Proverbium - Data: 18 maja 2018 - Wydawca: Prosto                               | 1                 | - POL: 15 000+ | - ZPAV: złota płyta     |
| 2019                       | Metryka (oraz Rufuz) - Data: 28 czerwca 2019 - Wydawca: Mystic Production       | 1                 |                |                         |
| 2020                       | Bartek - Data: 5 czerwca 2020 - Wydawca: Sony Music                             | 2                 | - POL: 15 000+ | - POL: złota płyta      |
| 2021                       | BYQ - Data: 3 września 2021 - Wydawca: Sony Music                               | 1                 | - POL: 15 000+ | - ZPAV: złota płyta     |
| 2024                       | Materiał (oraz Rufuz) - Data: 5 kwietnia 2024 - Wydawca: D.A. Records           | 2                 | - POL: 15 000+ | - ZPAV: złota płyta     |
| „–” album nie był notowany |                                                                                 |                   |                |                         |

### Single
Jako główny artysta
| Rok  | Tytuł                                               | Certyfikat              | Album               |
| ---- | --------------------------------------------------- | ----------------------- | ------------------- |
| 2017 | „Do przewidzenia” (oraz Rufuz, gośc. Polska Wersja) | - ZPAV: złota płyta     | Projekt Independent |
| 2018 | „Ciebie szukałem”                                   | - ZPAV: złota płyta     | Proverbium          |
| 2021 | „Obdrapany marmur” (gośc. Kukon)                    | - ZPAV: platynowa płyta | BYQ                 |
| 2021 | „Zahartowany”                                       | - ZPAV: złota płyta     | BYQ                 |

Jako gościnny artysta
| Rok  | Tytuł                                                             | Certyfikat                 | Album                  |
| ---- | ----------------------------------------------------------------- | -------------------------- | ---------------------- |
| 2016 | „Lepiej to zostaw” (Polska Wersja, gośc. Małach i Rufuz)          | - ZPAV: 2× platynowa płyta | Notabene               |
| 2017 | „Trzeba żyć” (Kafar, gośc. Jano PW, Małach, Rufuz)                | - ZPAV: złota płyta        | Panaceum 2: Trzeba żyć |
| 2019 | „Słowa co pomogą ci iść dalej” (Kafar, Rest, gośc. Małach, Rufuz) | - ZPAV: złota płyta        | BSNT                   |

## Teledyski
| Rok       | Tytuł                                                                                       | Reżyseria / realizacja | Album        | Źródło |
| --------- | ------------------------------------------------------------------------------------------- | ---------------------- | ------------ | ------ |
| 2012      | „Z fartem” (oraz Rufuz; gośc. Bonus RPK, Kokot)                                             | 9liter Filmy           | Relacja 2012 | [ 33 ] |
| 2012      | „Fałszywka” (oraz Rufuz)                                                                    | 9liter Filmy           | Relacja 2012 | [ 34 ] |
| 2012      | „Chciałem tylko” (oraz Rufuz; gośc. DJ Grubaz)                                              |                        | Relacja 2012 | [ 35 ] |
| 2013      | „Rura” / „A teraz” (oraz Rufuz; gośc. DJ Grubaz)                                            |                        | Relacja 2012 | [ 36 ] |
| 2013      | „Świat to za mało” (oraz Rufuz; gośc. Ero/JWP)                                              |                        | Relacja 2012 | [ 37 ] |
| 2014      | „Oryginał” (oraz Rufuz; gośc. DJ Grubaz)                                                    | 9liter Filmy           | Oryginał     | [ 38 ] |
| 2014      | „Pojebało ich” (oraz Rufuz)                                                                 | Marathon               | Oryginał     | [ 39 ] |
| Gościnnie |                                                                                             |                        |              |        |
| 2015      | „Oni tego chcą Remix” (Diox; gośc. Miuosh, Mosad, Małach, Vienio, PMM, Haju, Tede, PeeRZet) | Dobrekino Studio       |              | [ 40 ] |